# Valentina D'Orso
Pour l’article homonyme, voir Antonio d'Orso.
Valentina D'Orso, née le 29 juillet 1980 à Palerme (Italie), est une femme politique italienne.

## Biographie
Valentina D'Orso naît le 29 juillet 1980 à Palerme.
Elle est élue députée Mouvement 5 étoiles (M5S) dans la circonscription Sicile 1 lors des élections générales de 2018.